# John Tembo

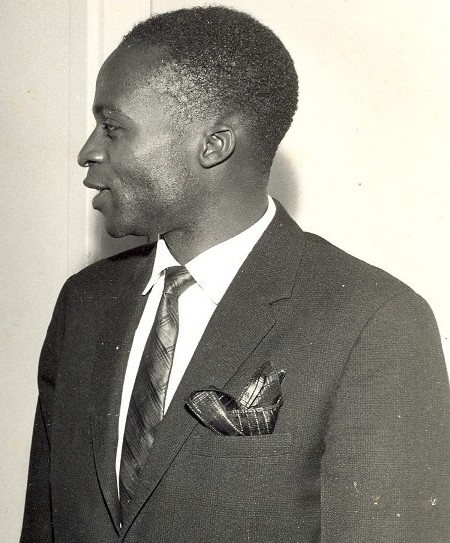
John Tembo, 1964/1965

John Zenus Ungapake Tembo (* 14. September 1932 im Distrikt Dedza in Malawi; † 27. September 2023 in Lilongwe) war ein malawischer Politiker. Er war Präsident der oppositionellen malawischen Kongresspartei (MCP).

## Leben
Tembo, 1932 geboren, war von Beruf Lehrer. Er wurde 1961 in die Nationalversammlung Njassalands gewählt. 1964 wurde Tembo unter Hastings Kamuzu Banda Finanzminister. Er arbeitete lange Zeit an der Seite von Banda, versuchte nach dessen Tod (1997) an die Macht zu gelangen und wurde 2004 von der Präsidentschaftswahl ausgeschlossen.
Er starb am 27. September 2023 in Lilongwe.